# Calyceraceae
Calyceraceae, biljna porodica iz reda zvjezdanolike (Asterales). Sastoji se od četrdesetak vrsta jednogodišnjeg raslinja i trajnica rasprostranjenih po Južnoj Americi i Falklandima. 
Vrste ove porodice dijele neke osobine i s vrstama iz porodica Asteraceae i Dipsacaceae.

## Opis
Calyceraceae, porodica su malih i gospodarski nevažnih dikotiledonih cvjetnica koja sadrži osam rodova sa blizu 50 vrsta rasprostranjenih u Srednjoj i Južnoj Americi. Jedna vrsta (Acicarpha tribuloides) pojavljuje se kao korov uz ceste na Floridi.
Biljke ove skupine su male zeljaste biljke, povremeno donekle drvenaste u blizini baze, s izmjeničnim listovima i cvjetovima u gustim glavicama okruženim nizom malih, zelenih, lisnatih brakteja. Cvjetovi su dvospolni ili zasebno muški i ženski, imaju donji jajnik s jednom komorom (tj. s ostalim cvjetnim dijelovima koji se nalaze na gornjem kraju ženske strukture) i imaju četvero- do šesterodijelnu, ponekad lisnatu, čašku (srasle petale) i cjevasti ili otvoreniji vjenčić (srasle latice) od četiri do šest režnjeva. Prašnici (muške strukture koje proizvode pelud) broje od četiri do šest i izviru blizu ušća vjenčića u položajima koji se izmjenjuju s režnjevima vjenčića.
Porodica Calyceraceae dio je reda Asterales i blisko je povezana s porodicom tratinčica, Asteraceae. Ime je dobila po rodu Calycera.

## Rodovi
1. Familia Calyceraceae R. Br. ex Rich. (46 spp.)
  1. Asynthema S. Denham & Pozner (1 sp.)
  2. Moschopsis Phil. (10 spp.)
  3. Anachoretes S. Denham & Pozner (1 sp.)
  4. Boopis Juss. (1 sp.)
  5. Acicarpha Juss. (7 spp.)
  6. Leucocera Turcz. (7 spp.)
  7. Calycera Cav. (6 spp.)
  8. Gamocarpha DC. (13 spp.)